# 유격 훈련
유격 훈련은 유격전을 대비하여 군사 적지나 전열 밖에서 그때그때 형편에 따라 적을 기습적으로 공격하는 전술을 익히는 훈련이다. 일반적으로 행군, 유격 체조, 장애물 실습, 참호 격투, 막타워, 그리고 화생방 훈련으로 이루어져 있다.
유격 훈련은 기본적으로 유격전을 대비한 훈련이다. 유격전이란 적 지역이나 적 점령지역 내에서 무장한 주민 또는 정규군 요원에 의해 직접, 간접적으로 불규칙하게 수행되는 군시 및 준군사 활동을 의미한다. 일반적으로 4박 5일간의 강도 높은 유격 체조와 14개의 장애물 실습 및 능력 함양에 중점을 두고 훈련을 진행한다.

## 유격전

나폴레옹 전쟁의 이미지

유격전은 파르티잔 또는 비정규군에 의한 변칙적인 전투를 말한다. 나폴레옹 보나파르트의 에스파냐 침공시 프랑스군을 괴롭힌 에스파냐 민중의 저항/투쟁이 최초의 현대적 형태의 게릴라전이다. 현대전은 과학의 발달과 치명적인 무기효과, 첨단화된 전력을 배치하여 적을 최소한의 비용으로 굴복시키는 것이 효과적이라고 인식되고 있다. 이에 따라, 현대의 전쟁 양상은 대규모 재래식 전력을 이용한 전쟁에서 테러 및 유격전 위주의 전쟁 형태로 변하고 있다. 과거에는 물리적으로 군사력이 우세한 쪽이 결국 전쟁에서 이겼다. 하지만 이제는 더 이상 강대국에 의한 무차별 포격이나 폭격, 대량살상과 같은 만행은 더 이상 국제적, 정치적으로 용납되지 않고 있으며, 냉전이 끝난 후 21세기 들어 정규전 형태의 전쟁 발생은 줄어들고 유격전 양상의 전쟁이 더욱 빈번하게 발생하고 있다. 

### 유격전의 사례

#### 중국 모택동의 게릴라전

중국 모택동의 게릴라 부대

모택동의 게릴라전은 프롤레타리아에 의한 공산주의 혁명 과정에서 태동했다. 즉, 1921년 중국 공산당이 조직되었고, 농민계급을 중심으로 봉건적 지주계급을 타도하기 위한 농촌혁명이 전개되었다. 초기의 활동은 주로 테러와 같은 강제행위가 이루어졌는데 농민에 의해 제공되는 정보를 이용해 게릴라들이 기동력과 기습을 활용, 접전을 회피하고 치고 빠지는 식의 공격으로 지방 병력들과 투쟁하였다. 모택동의 홍군은 분대, 소대 등 소규모 부대로부터 연대급에 이르는 큰 부대까지 조직적으로 편제되었고, 지휘체계가 명확히 갖춰진 상태였다. 모택동은 3단계 전쟁을 강조했는데, 1단계는 근거지를 구축, 강화 및 조직에 전념하면서 훈련과 사상교육을 하며 지역주민들을 설득하여 우군화하는 것이다. 2단계는 활동을 통해 사보타지(태업)와 테러 활동, 취약점에 대한 매복 기습 등을 실행함으로써 무기 탈취와 보급품을 획득하는 것이다. 3단계는 게릴라 활동을 종속적인 역할로 두고 정규 군사활동에 의해 적을 궤멸시키는 것이다. 전술적 운용 측면에서 모택동은 기습과 기만, 치고 빠지기 식의 전술을 강조하였다. 그는 전술을 설명하면서 “게릴라전에 있어서, 동에서 일어나는 척하면서 서로부터 공격하라. 강한곳을 피하고 허점을 공격하라. 기습하라. 후퇴하라. 가벼운 타격을 가하고 가벼운 승리를 얻으라. 게릴라부대가 보다 강한 적을 만났을 때 적이 전진하면 후퇴하고 적이 멈추어 진을 치면 교란시킨다.”라고 강조하였다. 즉, 열세한 소부대가 우세한 적 부대에 대응하면서 최대한 유리한 조건 하에서 주도권을 갖고 작전을 수행하는 형태이다. 또한, 정적인 작전을 지양하고 동적이고 기동을 강조하며, 수세적이기보다는 공세적 활동이 그 특징이라 할 수 있다.

#### 러시아의 대독 게릴라전

소련의 게릴라 부대

1941년 6월, 독일군은 소련을 공격했다. 독소전역 초기 독일의 진격은 순조로워 보였다. 7월 초 소련의 스탈린은 방송을 통해 “적에 의해 점령된 지역에서는 기병이든 보병이든간에 게릴라부대를 조직해야만 한다. 적과 전투를 하고, 모든 지역에서 게릴라전을 수행하며, 다리와 도로를 파괴하고, 전화와 통신선을 손상시키며, 숲과 창고 및 수송수단을 불태우기위해 적을 괴롭히는 부대들이 조직되어야 한다.”라고 호소했다. 레닌과 공산당원들은 제정 러시아 정부에 항거하는 폭력투쟁부터 프롤레타리아 계급에 의한 계급 대 계급 투쟁을 전개하면서 이러한 빨치산전투 형태를 적극적으로 활용하였다. 매복 기습으로 작전을 수행하면서 군부대의 대열과 집회, 자동차로 이동하는 보병, 군부대막사, 연료와 탄약의 수송수단, 공군기지 및 철도차량을 공격하였다. 또한, 독일군 후방지역에 침투하여 정보를 수집하고 병참선을 차단하거나 통신선을 두절시키는 등의 활동을 하였다. 일부는 독일 본토에 들어가 전쟁물자 생산 공장을 파괴하여 타격을 주기도 했다. 붉은 군대가 공격하기 전에 빨치산 대원들은 독일군의 통신체계를 두절시키고 그들의 보급물자들을 파괴했으며, 그들의 전력을 다른 방향으로 분산시켰다. 즉, 정규군과 대등한 협력관계를 유지했고, 고도로 훈련된 부대이면서 조직화된 지휘체계를 유지한 가운데 대대와 연대규모까지 운용하였다.

#### 쿠바 혁명군의 게릴라전

쿠바 혁명군의 게릴라전

쿠바에서의 게릴라전은 독재정부 전복을 목적으로 발생하였으며, 그 대상은 정부군과의 투쟁이었다. 1956년 80여 명으로 시작한 게릴라전은 점점 민중들의 전폭적인 지원과 협력, 동조를 통해 세력이 확장되었고, 전국적인 무장조직으로 급격히 확산하였다. 그만큼 민중들의 불만이 컸다. 농촌지역에서 게릴라들은 농민의 협력을 얻어산속의 게릴라 기지를 확대하고 소대 단위의 정규군 부대를 편성해 훈련을 시켰다. 게릴라들은 소규모 단위로 정부군 초소를 습격하거나 군대 행렬이나 수송대를 기습하여 무기와 보급품, 포로를 얻음으로써 정부군을 분산시키고 압력을 가해오도록 하였다. 농민들의 적극적인 지원을 받은 게릴라들은 정부군을 소규모로 분산시켜 각개격파하였고, 도시에서는 태업과 폭동, 대규모 시위, 테러와 요인암살, 시설 습격 등 도심에서의 게릴라전이 더욱 활성화되었다. 결국, 게릴라부대는 더욱 세력화되고 대규모로 성장하여 정부군과의 도시 전투를 승리로 이끌면서 1959년 마침내 바티스타 정권을 타도하였다.

#### 베트남 전쟁 중 베트콩의 게릴라전

베트콩 게릴라 부대가 사용한 부비트랩

베트콩들의 게릴라전은 남베트남 정부군과 미군, 한국군 등의 자유민주주의를 지키겠다고 파병된 연합국을 대상으로 전개되었으며, 그 규모는 소규모 단위 활동으로부터 소대, 중대, 대대와 연대 규모 이상까지 다양하게 편성되어 운영되었다. 일정한 지휘체계를 유지하고 베트남 전쟁 초반 이후부터는 북베트남 호찌민의 지원과 지령 아래 움직였고, 상당수의 북베트남 정규군이 남하하여 라오스, 캄보디아 국경지대에 주둔하면서 호기가 조성되었을 때는대규모의 정규전을 감행하였다. 호찌민의 게릴라 전술은 중국 모택동의 유격전술로부터 많은 영향을 받았다. 예를 들면 그의 전략 중에는 “동쪽에서 격렬한 전투가 진행될 때는 서쪽으로 공격하듯이, 적이 너무 강하면 일단 전투를 피하라. 자신의 본거지를 절대 포기하지 말되, 아주 격렬한 전투는 피하라. 되도록 위치를 발각되지 않게 숨기되 적이 움직일 때 공격하라. 아군이 강하고 적이 약할때 공격을 감행하라.” 등을 강조하고 있다. 또한, 전술적으로도 주로 공격에 의한 공세행동을 강조하고, 소규모 부대가 대규모 세력과 싸워 적을 소진시키며, 지구전을 수행해 적을지치게 하는 것을 강조한다. 채명신 사령관은 베트콩의 게릴라전술에 대해 “베트콩 전술은 고무풍선과 같이 누르면 눌리고 손을 떼면 다시 일어나고, 어디서나 나타나는 반면, 찾아나서면 언제나 없어지는 특징을 갖고 있다”, “유리한 상황에서는 강력하게 공격을 하고 불리할때는 완전히 분산하여 사라지며, 주간에는 공격하지 않고 한밤중에 약한 곳을 치고 신속하게 달아난다.”라고 회고한 바 있다.

안막골 전투에 참여한 사람들의 사진이다.

#### 한국전쟁유격부대
UN군이 조직,운용했던 제 8240부대는 1951년 7월 26일 창설하여 휴전 시 까지 유격작전 지역을 2개의 독립지역 사령부로 분할하여 유격전을 전개 하였다 레오파드기지 (황해, 백령도) 중심의 동키 부대는 예하에 20개에 이르는 유격대를 두었으며 울팩 기지(강화 교동도) 중심의 울팩 부대는 산하에 10여 개의 유격대가 활동하였다. 창설 목적은 남 ·북한측이 치열한 전투를 벌이고 있는 38선 일대에서 소규모 상륙 작전을 통해 북한군과 중공군을 분산시켜 군의 부담을 줄이고자 하였다 제 8240 부대는 평안도와 황해도 지역의 무장치안대 조직을 기반으로 편성되었으며, 유격 부대로 편성된 요원들은 각각 고향을 작전지역으로 부여받았다 그 이유는 "어느 골짜기에 동굴이 있고 어느 냇가에 알맞은 은신처가 있다"는 것을 알 수 있고, 대원 속에 잠입할 첩자의 식별도 유리했기 때문이었다고 한다.

18세기 레인저의 모습

제 8240 부대는 6 ·25전쟁 전까지 유격전을 수행할 수 있는 준비가 되어있지 않았지만 중공군 개입으로 아군이 밀리는 상황에서 아군에 대한 압력을 덜어주기 위해 유격전 성공을 위한 부대의 편성 및 전쟁수단 활용을 계획하였다. 이를 위해 당시 미 8군으로부터 통신 및 식량을 한, 미 해군으로부터 기동력을 확보하는 등, 2주 만에 지원체계를 갖추었다. 이후 일부 피해가 있었지만 6 ·25전쟁 당시 KLO부대원들이 포함된 한미 연합 첩보부대가 'Operation Trudy Jackson'를 수행하여 정보를 수집하고 팔미도 등대를 점등함으로써 UN군이 성공적인 인천상륙작전을 수행 할 수 있는 여건을 조성하였다.

## 유격훈련의 역사

1984년 당시 한미 해병 산악 유격훈련

유격이란 한마디로 비정규전을 말하는데, 장거리 정찰이나 적 후방에서 교란작전 등을 수행하는 것이 통상 유격전의 의미이다. 미국의 독립전쟁 때, 미군의 레인저(ranger)는 영국군 후방에서 히트 앤 런 작전을 펼치거나 장거리 강행정찰 등을 수행했다. 이들은 유능한 사냥꾼으로 구성되었는데, 넓은 지역(range)에서 활동한다는 의미로 레인저라는 명칭이 붙었다. 1차 세계대전 이후 영국군은 과거 레인저 부대원들의 작전 수행 내용을 바탕으로 새로운 훈련 방식을 채택했고, 이것이 유격훈련의 시작이다. 한국은 해방 이후 국군이 창설되면서 미국의 훈련방식을 도입해 유격훈련이 실시되었다.

## 세부 훈련

### 유격 체조
- 1번 높이뛰기
- 2번 굽혀 닿기
- 3번 엉덩이 올리기
- 4번 쪼그려 뻗히기
- 5번 쪼그려 굽히기
- 6번 발벌려 뛰기
- 7번 옆구리 운동
- 8번 온몸 비틀기
- 9번 쪼그려 앉아 뛰며 돌기
- 10번 몸통 젖히기
- 11번 쪼그려 뛰기
- 12번 몸통 비틀기
- 13번 팔 벌려 발에 닿기
- 14번 팔 동작 몸통 받쳐

### 장애물 실습

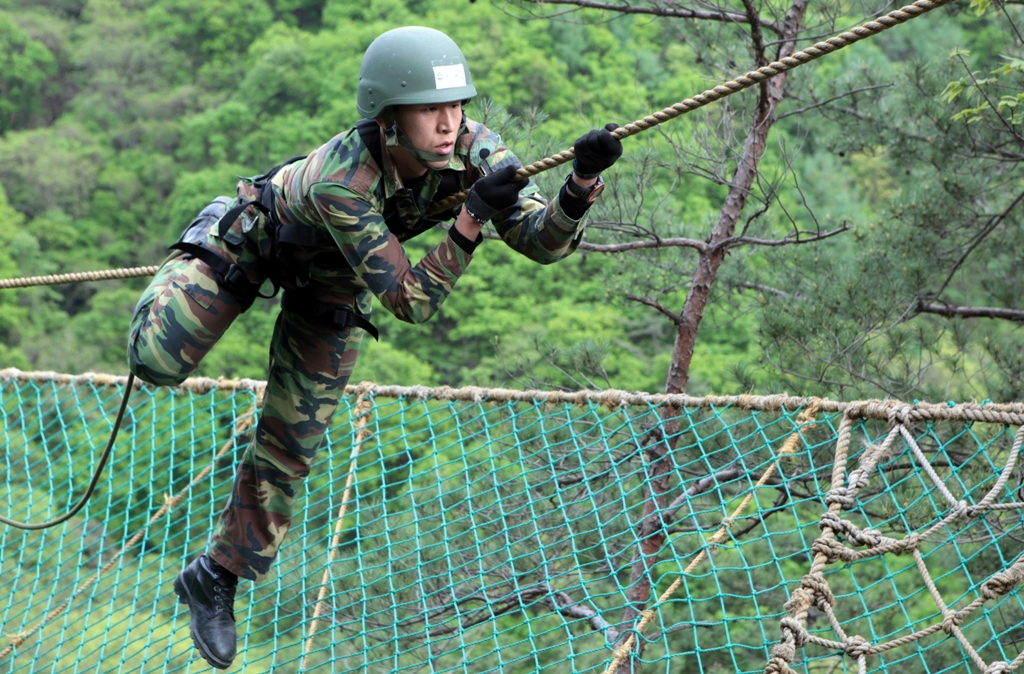
육군 2사단 소속 용사가 유격훈련 도중 '외줄 다리 건너기'를 하고있다.

장애물 실습은 다양한 기초 장애물 코스와 산악 장애물 코스로 이루어져 있다. 산악 지형에서의 절벽이나 골짜기 같은 지역의 장애물을 통과하는 것을 연습하기 위한 외줄 다리 건너기와 같은 장애물이 있으며 도시지역 전투를 상정한 장애물 코스 또한 존재한다. 이러한 도시지역 전투에서는 개개인의 능력 보다는 팀 단위의 전투력이 더 중요시되기 때문에 장애물 실습시에도 팀 단위로 장애물 개척을 연습하며 이때 부대원들 사이의 협동심을 기를 수 있다는 특징을 가지고 있다. 유격 훈련장마다 각자 다른 코스의 장애물 코스를 가지고 있다. 하지만  일반적으로 엮어가기, 사다리 올라 그물망 내려오기, 난간 뛰어오르기 와 같은 코스들은 공통적이다.

#### 기초 장애물 코스
- 엮어가기
- 발들어 봉넘기
- 난간 뛰어오르기
- 트러스트 풀
- 그네 넘기
- 5단봉 손집고 넘기기
- 뒤에서 계단 오르기
- 고층 사다리 오르기
- 인공 암벽 올라 줄타 내리기
- 줄건너 뛰기
- 사다리 올라 그물망 내려오기
- 외나무다리 건너기
- 마법의 다리
- 전우와의 담장 넘기
- 철교 건너기
- 줄타 오르내리기
- 타잔 나무타기, 외줄타고 분대 이동
- 종합 장애물

#### 산악 장애물 코스
- 외줄 다리 건너기
- 두 줄 다리 건너기
- 세 줄 다리 건너기

### 참호 격투

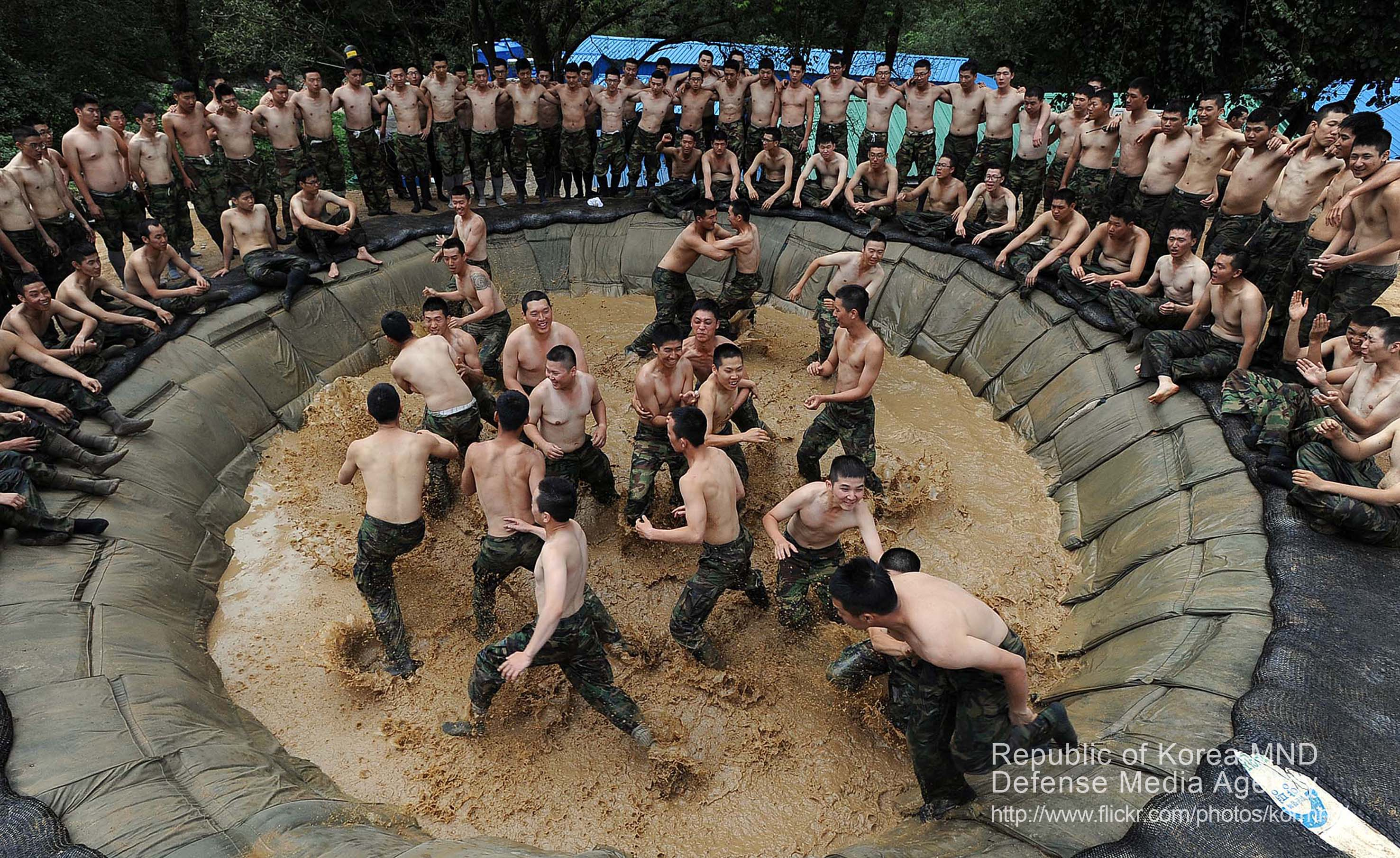
육군 20사단 장병들이 참호격투 훈련을 받고 있다.

원형으로 제작되어 내부에 물이 고여있는 수중 참호에서 훈련 참가자들이 팀을 맺어 상대편을 참호 밖으로 밀어내면 승리하는 훈련이다.
규칙은 다양하게 닭싸움이나 손바닥으로 밀쳐내기 등의 규칙도 있고, 참호 양끝에 있는 깃발을 어느 팀이 먼저 빼앗는 규칙도 있다. 이름은 참호 '격투'라고 되어 있으되 실제로는 절대로 격투가 아니다. 참호 스모나 참호 레슬링으로 보면 되겠다. 보통 소대나 중대별 대항전으로 한다. 참호 격투 중엔 선임이고 후임이고가 없고 오로지 팀의 승리만이 중요하기 때문에 상대팀 선수를 닥치는 대로 밀어내면 된다.
다른 훈련과 달리 훈련 시작 전에 잠깐 PT체조를 하고 훈련 시작 후에는 참호로 들어가지 않는 병사도 구경을 하며 자신의 중대나 소대를 응원하는것이 가능하기에 제법 인기있는 훈련 코스이기도 하다.
이기고 싶다면 일단 팀원들끼리 짜서 3~4명이 한명을 상대하며 하나 하나 내보내고 나머지 인원은 이리저리 도망다니며 시간을 끄는 방법이 있다. 2~3명만 내보내도 수적 우세로 유리하게 풀어나갈수 있다.
다만 이런 시설에 들어있는 물이란 게 위생상태가 좋지 않기 때문에 발에 상처 있는 사람이 생각없이 하다가 연조직염 같은 질병에 걸리기 쉬운 코스로 눈병도 걸리는 수도 있다.
이유는 다양한데, 그 중 하나는 참호에 물을 받아두기 위해서 유격장 대부분이 방수포를 사용하기 때문이다. 군필자라면 일반적으로 군용 방수포가 얼마나 비위생적인지 잘 알 것이다. 
깨끗한 개울물이나 수돗물을 받았다 해도, 수백명의 군인이 들어오면서 땀, 흙, 침 등이 섞이니 순식간에 더러워지고 훈련 기간 내내 갈지 않기 때문에 전혀 깨끗할 수가 없다. 때문에 보건위생상태가 심하게 염려되는 경우에는 참호 격투가 생략되기도 한다.
간혹 손/발톱에 상처를 입거나, 손가락이 눈을 찌르는 사고가 발생하기 때문에 손에 양말을 끼고 훈련하는 부대도 있다.
추위가 일찍 찾아오는 불운을 맞으면 살얼음을 깨고 들어가기도 한다.
지나치게 무질서하거나 대충 하는 것 같으면, 조교나 교관이 참호 물 속에서 앞으로 취침, 뒤로 취침을 시킨다든지, 유격 동작을 시키기도 한다.
일부 부대는 이러한 시설에 키즈카페처럼 공을 대신 넣는 경우가 있는데, 장병들 편하라는 건 아니고 전염성 질병에 노출될 가능성을 봉쇄하여 전투력 유지를 위한 것이다. 이렇게 시설을 해놓고 훈련은 빡세게 시킬 수도 있기 때문이다.
여담으로 일부 부대는 참호 격투를 유격훈련이 아닌 집중정신교육 등 다른 훈련에 배치하는 경우도 있다. 유격훈련 장소를 다른 부대에서 빌려쓰면서 부대 영지 내에 남아도는 공간이 많을 때 이 방법을 쓴다.

### 막타워

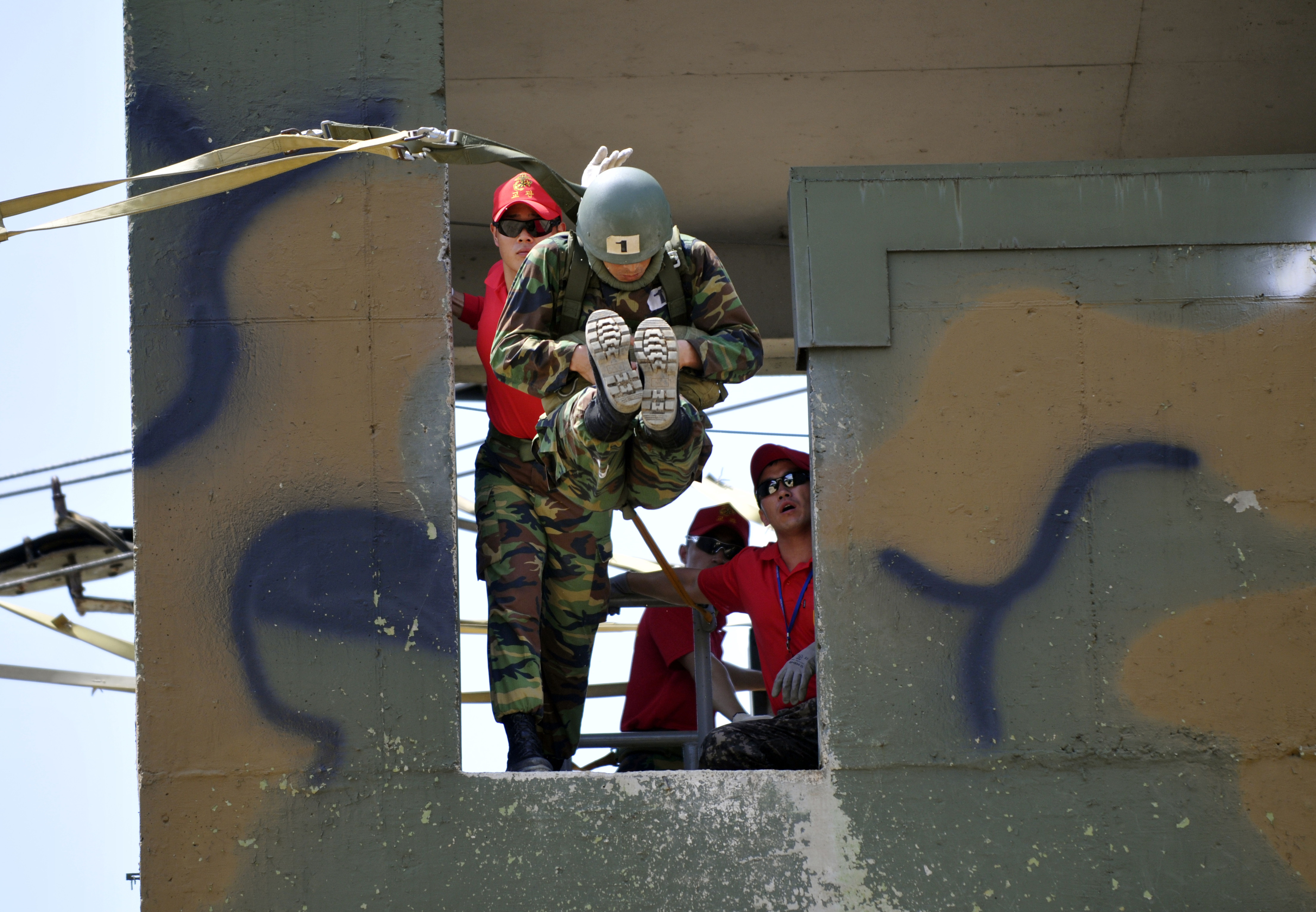
해병대원이 막타워에서 뛰어내리고 있다.

인간이 가장 높은 공포를 느낀다는 11m의 높이를 가진 타워이다. 해당 훈련을 위해 훈련 참가자들은 산악복과 헬멧 등 장구를 갖추며 막타워에서 뛰어내리는 것이 훈련의 큰 부분을 차지한다.
막타워에서 기본적인 공수교육을 받은 다음 기구강하, 전술강하를 할 수 있다. 특공연대는 지상강하만 한다고 한다. 손잡이를 잡고 타고 내려가는 활강 패스트로프 역시 11m에서 하지만 거기 모형탑은 막타워라고 부르지 않고, 모형낙하산을 메고 뛰어내리는 모형탑만 막타워라고 부른다.
과거엔 육군 일반 보병도 유격훈련 당시 타곤 했지만, 21세기 들어서는 시행하지 않게 됐다. 과거 대학생 문무대 입소훈련시에는 모든 대학생들이 막타워 훈련을 받았으며, 현역병은 물론 병역특례요원, 방위병도 마찬가지였다. 사실 부대마다 훈련 여부는 다르다. 2010년, 2011년 수도 기계화 보병사단에서는 막타워를 했었고, 비전투부대인 육군학생군사학교에서는 현재에도 기간병들 상대로 계속 실행되고 있다. 해병대에서는 병과를 막론하고 공수기초훈련 때 다들 막타워를 경험하게 된다.
막타워에서의 강하법은 다음과 같다. 일단 강하하면 다리와 몸을 L자로 만들어 과감히 이탈 후, 이탈과 동시에 1만 2만 3만 4만 이라고 수셈을 한 다음 산줄과 카나피를 확인하며 산개검사를 한 후, 기능고장 처치인 비상낙하산을 빼내는 동작을 취한다.

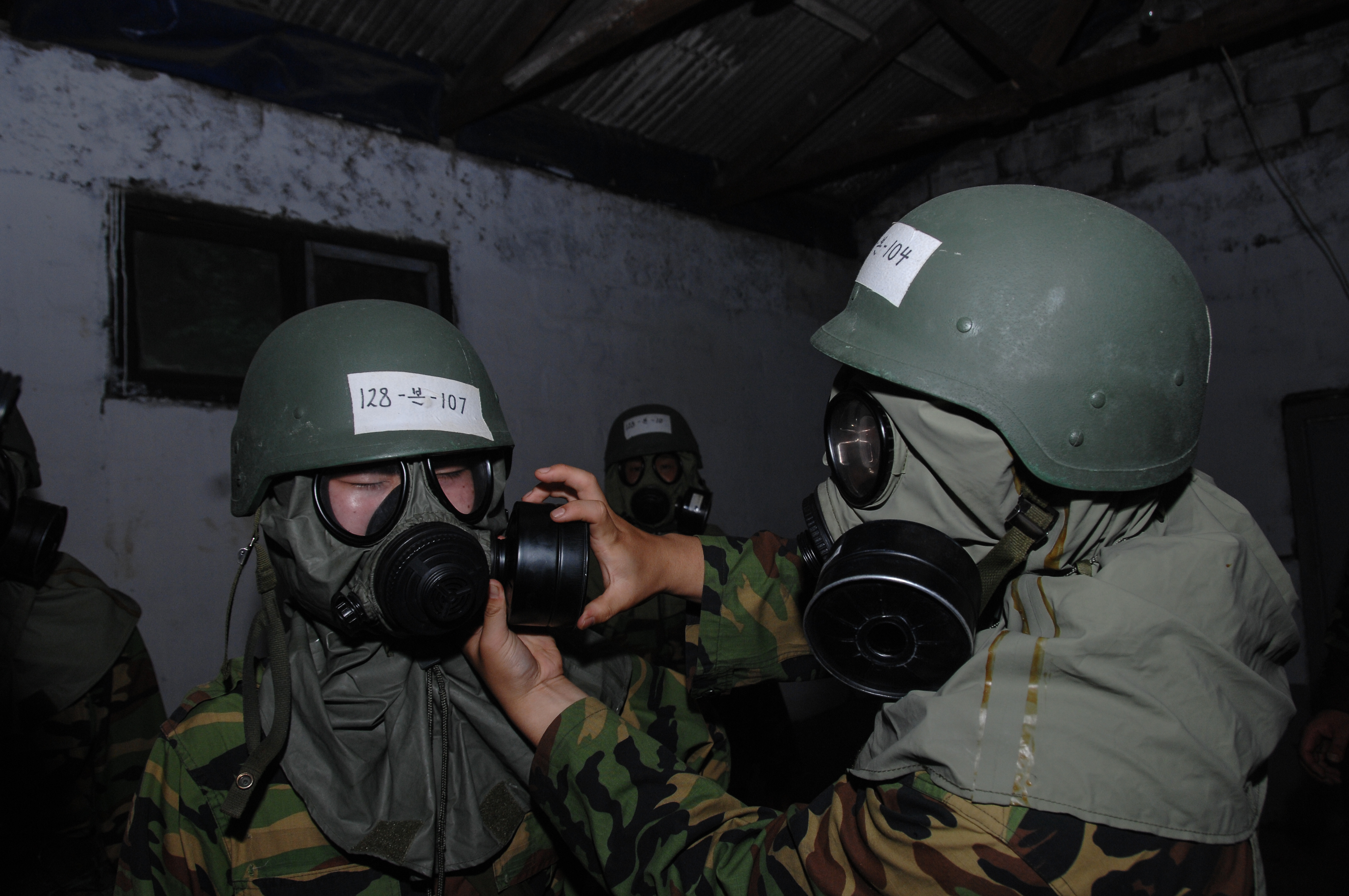
육군 제11기계화보병사단 소속 용사들이 화생방 훈련을 받고있다.

### 화생방 훈련
유격훈련의 한 세트로 2~3일차 반나절을 화생방 훈련과 가스실습를 겸하는 경우가 많다. 교육장에서는 심지어 방독면을 쓰고 PT체조나 구보, 군가부르기 등을 시키기도한다. 기본적으로 상하의+전투화덮개(장화)+보호수갑(장갑)을 착의하는 훈련이다. 화생방상황이 발생하면 임무형 보호태세 즉, MOPP 단계에 따라서 하의, 상의, 전투화덮개, 방독면, 보호수갑을 착용해야 한다. 화생방 상황시 땅에 닿은 물건은 오염된 걸로 간주하므로, 총을 비롯한 개인장구류가 최대한 땅에 닿지 않도록 해야 하는데, 사람 손은 두 개 이기에 정신이 하나도 없다. 모두 입으면 그 위에 개인장구류를 다시 착용한다. 이게 화생방전 대비용 풀버전으로 방독면만 쓰는 게 아니다. 휴대할 것들의 가짓 수도 많고 부피도 꽤 크기 때문에 개인장구류를 적당히 벗어서 내려두고 방독면 제외 보호의를 제한 시간내에 입는 방법을 숙달하는 경우가 많다. 방독면만 착용하는 경우는 굳이 장구류를 벗을 필요가 없기에 바닥에 접촉하지 않는것에 더 엄격하다. 특히 별 생각 없이 방탄헬멧을 벗어 내려놓거나 떨구는 경우가 있어선 안 된다.

## 기타

### 유격 군가
유격장에서만 부르는 군가도 존재한다. 대표적인것이 유격 파라다이스와 유격 자이언트. 독사가는 기본적으로 유격가이지만 부대에 따라 평시에서도 자주 부른다.

#### 유격 파라다이스
링클 로프 레펠 레펠
어여쁜 아가씨가 손을잡으면
온몸이 짜르르하네
링클 로프 레펠 타~는 유~격 파라다이스
아무리 까마득한 절벽도
유~격대 복창하면 걱정도 없어~
랑클 로프타고 레펠도 타는 유격 파라다이스 차차
https://www.youtube.com/watch?v=FjBVokWoQ3k

#### 유격 자이언트
야야야야야 야야야 야야 야야야야야야 헤이
끝 없이 넓은 세상 올빼미 사는 곳
젊은 가슴 펴게하는 유격대 훈련!
오늘도 밀림 속을 헤쳐나간다!
I pass mountain, mountain!
I love link, rope!
내 젊음 바친! 유-격-대-!
I pass mountain, mountain!
I love link, rope!
내 젊음 바친! 유-격-대-!
https://www.youtube.com/watch?v=ZXEGpLzwuvg

#### 유격대가
검푸른 산 속
산길은 사나워도
나는야 언제나
불굴의 유격대
막걸리 생각날 때
시냇물을 마시고
사랑이 그리울 때에에
산 속을 해메인다
유 격 대 한평생
산 속에서 벗을 삼아
굳 세 게 살다가
깡따구로 싸우리라
아아아 산 속은 나의 고향
레펠은 낙원이다
https://www.youtube.com/watch?v=tCGm1zLBidk

### 유격 구호

#### 경례 구호
유격 훈련 중에는 경례구호가 "유격!"으로 바뀐다.
고산유격장에서 후보생들은 ''유격, 정통해야 따른다!''라고 외친다.

#### 기타 구호
PT체조의 마지막 구호는 외치지 않아야 한다. 간부의 말에 따르면 PT 체조하다가 정신줄 놓는 것을 방지하기 위함으로서 장애물 훈련중에는 위험한 것도 많기 때문이라고 한다.

### 훈련복

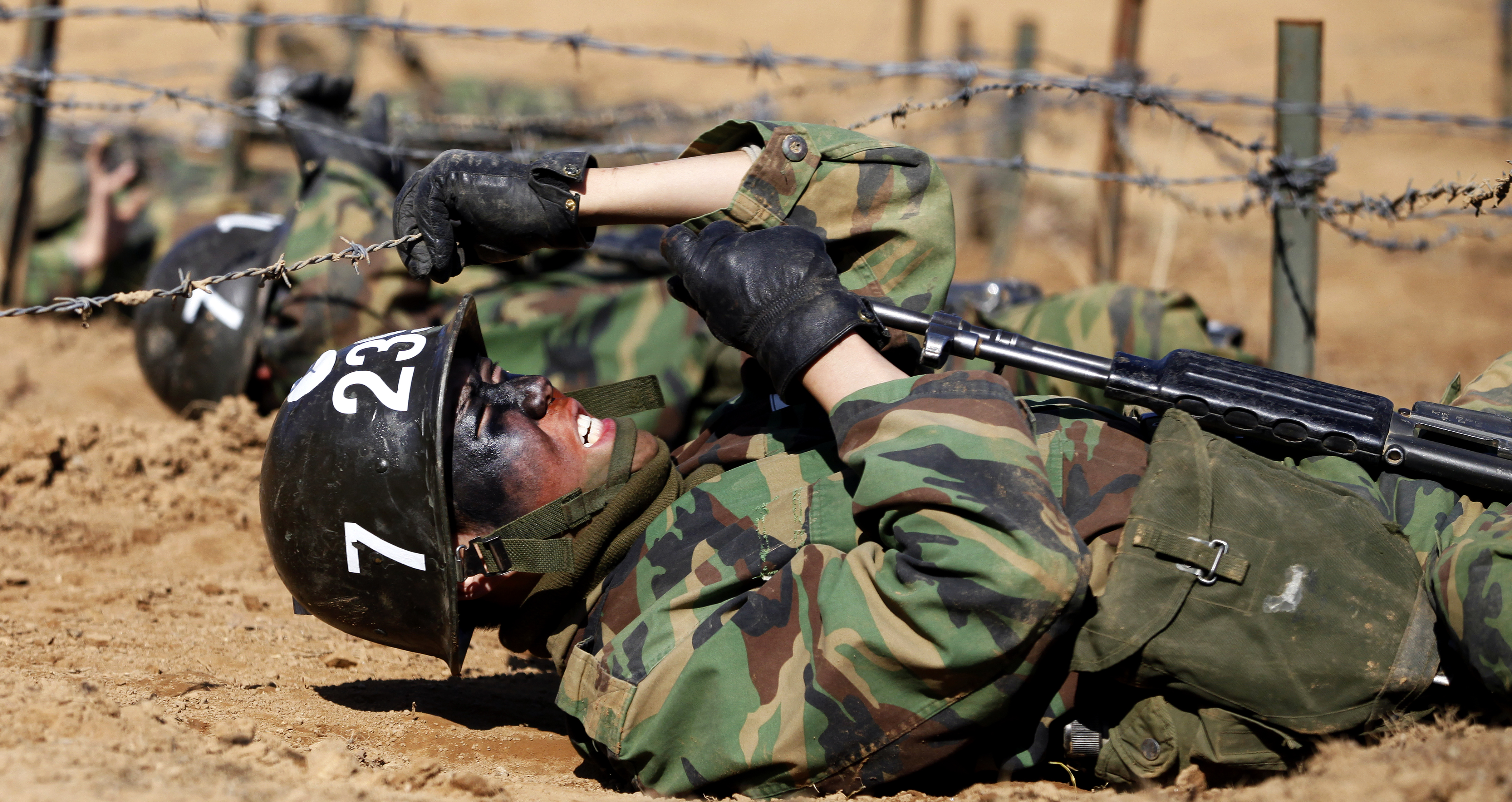
CS전투복(구형 개구리 전투복)

유격훈련은 평소 입던 전투복 차림으로 받는 것이 아니라, 전역자들이 반납한 C-CS급 낡은 전투복 도는 폐지된 구형 민무늬, 우드랜드(개구리), 현용 디지털 위장 패턴 전투복에다 엉덩이, 무릎, 어깨 등 닳기 쉬운 부위에 두터운 천을 덧대어 만든 유격복을 따로 지급하여 사용한다. 이는 유격대에서 보유하고 지급하는 경우도 있고, 각 자대에서 제작 또는 수령해 보관하다 훈련 들어가는 인원에게 지급해 가지고 가게 하는 경우가 있다.  

## 다른 군의경우

### 대한민국 공군
공군은 기본군사훈련단에서 '한 번' 훈련 받은 뒤 자대에서는 군기교육대 운영을 위한 유격훈련을 몇 명 보내는것 이외에는 받지 않는다. 자대를 국직부대로 가면 받을 수도 있지만, 그냥 당일치기 가라 유격이므로 크게 걱정할 건 없다. 그러나 문제는 유격 자체가 아닌 동기부여다. 공군 양성과정은 동기부여로 시작해 동기부여로 끝난다. 그나마 신발을 운동화를 신고 한결 가벼운 유격복을 입는 정도가 위안일 것이다.
훈련소 유격도 육군의 그것과는 다르게 숙영없이 훈련소 내에서만 당일치기로 실시된다. 오전은 PT체조를 죽어라고 시키고 오후는 유격코스를 돈다. 과거엔 무조건 목봉 코스가 포함되어 있었는데 현재는 얼차려 명목으로 일부 소대만 실시해 운이 좋으면 안 한다. 목봉을 무조건 대동하는 해군 및 해병대와의 차이다. 육군 및 해군/해병에 비해 짧게 실시되기 때문에 별거 아니라고 생각될 수 있지만, 장기간의 훈련이라 피로도를 고려하는 육군과 달리 공군은 단기간 훈련인데다 행군이 포함되지 않기에 피로도를 고려하지 않아도 돼서 격하게 굴린다. 이것 때문에 유격 직후 급격히 수진 인원이 급증하기도 하다.
행군은 부사관이 아무런 신분전환을 하지 않을 경우 임관 20 ~ 30년 후 준사관이 될 때 장교교육대대로 불려들어간 후 다시 할 수도 있지만, 유격 훈련은 자신이 소위로 신분전환을 하거나 군기교육대를 가지 않는 한 안받는다고 봐도 된다.
제6탐색구조비행전대의 항공구조사들은 유격훈련 자체는 약식이긴 하지만 기본적으로 특수훈련을 받는 군인이므로 자체적인 생환교육대에서 매우 강하게 구른다.

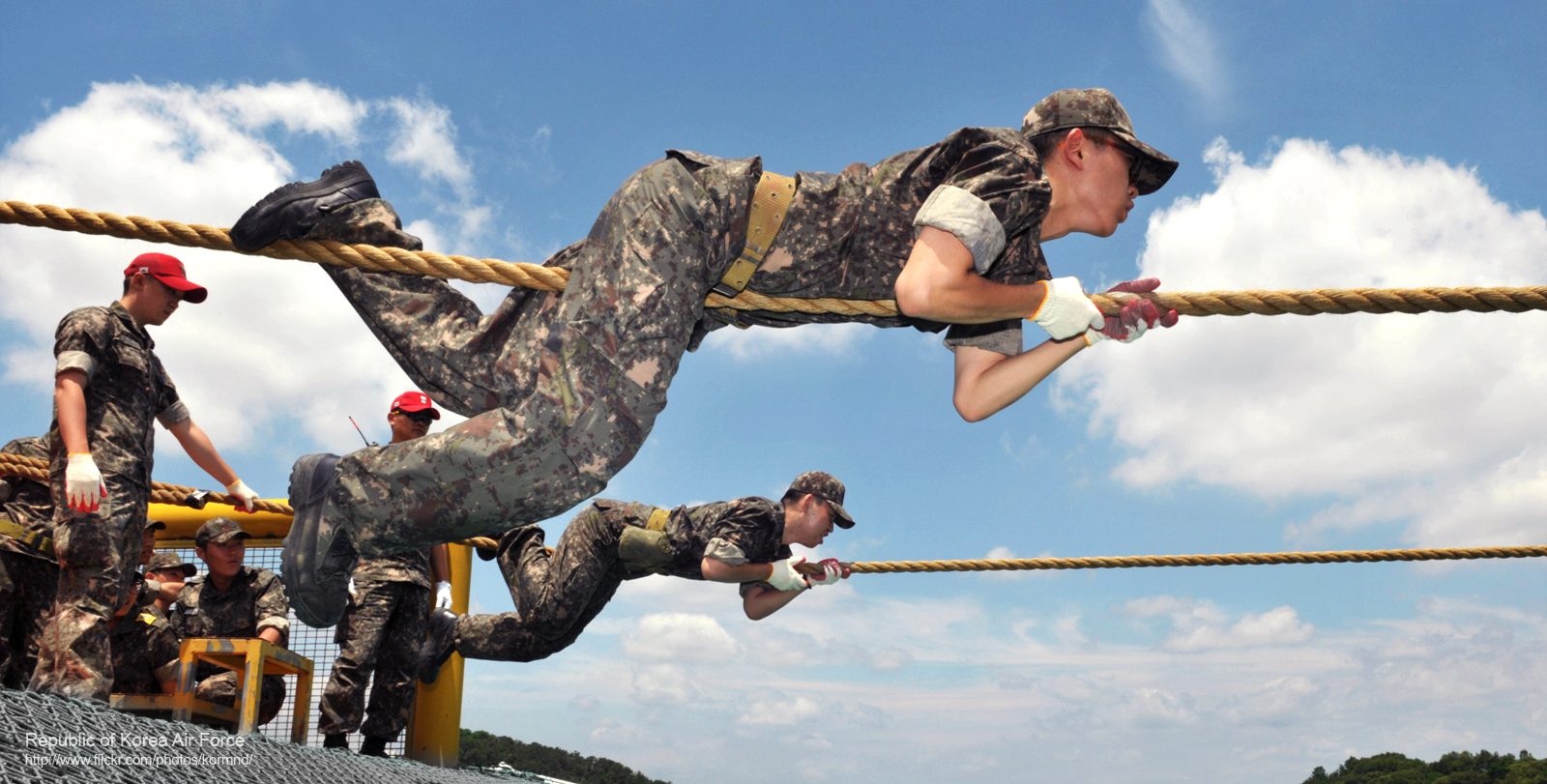
공군 소속 용사들이 유격훈련을 받고 있다.

공군사관학교에 입교한 경우, 임시입학 기간 중 유격 훈련은 무조건 한다. 각개전투, 화생방, 행군 같은 것들은 모두 별도로 각각 다른 날 실시된다. 군기교육대의 경우 난이도는 좀 올라가지만 마찬가지로 행군같은 것들이 포함되지 않는다. 대신 단독군장 뜀걸음이 있다. 그리고 임관 후 전투조종사가 될 경우 생환훈련을 빡세게 받는다. 생환훈련은 말 그대로 어느 조건에서도 살아 돌아와야 하는 훈련으로 일반인들의 상상을 초월하게 굴리는데 수중, 해상, 공중, 지상에서 모두 생환해 올 수 있도록 훈련시킨다.

### 대한민국 해군
해군은 해병대 빼고 일반적으로는 유격이 없다. 그러나 해군사관학교 생도들이나 해군사관후보생 등 장교후보생, 그리고 부사관후보생은 양성 간 유격기초를 받는다.
해군기초군사교육단에서 유격기초훈련이라 하여 딱 한번 하긴 하는데 이름 그대로 흉내만 내는 수준이고 하루면 끝난다. 자세히는 PT체조 좀 하다가 장애물 넘으면 끝이다. 장애물보단 해군과 공군에만 있는 목봉체조가 극악이다. 장애물이야 못 넘으면 팔굽혀펴기 시키고 패스다. 이거는 장교교육대대의 해군사관후보생도 마찬가지라 그냥 좀 굴리고 끝이며 사실 운동신경 둔해서 못 넘는 애들도 꽤 있다. 그러나 기수 별로 차이는 있지만 훈련 과목 중에 목봉체조가 있는지라 장애물 등은 반나절만 하고 바로 목봉을 들러 가기도 한다. 목봉체조는 해군 유격의 알파요 오메가인 강적으로 사실 야전교육훈련대는 딴 게 아니라 바이킹 뜀걸음하고 이 목봉 때문에 힘들어하는 곳이다. 목봉으로 별 묘기를 다 부린다. 해군 훈련교관 교관화 교육에선 목봉을 대동하고 늘 이동한다. 당연한 말이지만 남군은 물론 여군도 동일하게 실시하며 훈련교관 교육 때 목봉 대동해 이동시키는 건 여군도 마찬가지다. 임시입교 사관생도들도 다 한다.
대신 훈련병 시절 전투수영으로 스트레스를 받는다. 다만 이것도 수영을 잘 하면 무난히 통과하며, 수영 못하는 이들도 2~3주면 SSU 교관들에게 맞기 싫어서라도 어떻게든 통과한다. 물론 해군 특성상 피해갈 수 없다. 해병대도 같은 해군 소속부대라 마찬가지다. 해병대 전투수영은 PT의 수위가 좀 더 높다. 전투수영은 실무배치를 받으면 1년에 1번, 그나마도 지휘관 재량이나 부대에 따라 대충 하다가 마는 경우도 흔하고 수영 못한다고 불이익 받는 것도 없다. 수영을 못 하면 그냥 물에 들어가지 말라고 하는 경우도 있다. 해군이 경계를 전담하는 각 도서지역 부대들은 몇 명을 대표로 보내놓고 나머지 인원은 그냥 할 일 하는 경우도 있다. 다만 지휘관이 FM 성향이면 수영검정을 통과하도록 재훈련을 시키기도 하는데 이 때 교관으로 오시는 분들은 높은 확률로 SSU니 만만하지 않다.
또한 비정기적으로 환기훈련이라고 오랜 수리를 끝마친 함정을 대상으로 실시하는 훈련이 있다. 훈련 기간은 수리기간이 길면 길수록 비례해서 길어지며 수리 기간 동안 해이해진 정신을 바로잡는다는 명목으로 좁은 배에서 굴릴 수 있는 만큼 굴려댄다.
그리고 해군 특수전전단은 유격훈련의 난이도가 좀 심하게 올라간 지옥주 훈련을 한다. 이근대위가 가짜사나이 등에서 시킨 훈련이 이 지옥주를 축약한 훈련인데 축약이 그 정도다 일반적인 지옥주 훈련의 강도가 어떨지 상상이 갈 것이다.
해병대의 경우 보병과 비보병의 내용이 다르다. 보병 병과에서도 특히 헬리콥터 레펠을 통한 적 산악지대 침투를 중시하는 산악대대는 본교장 풀코스를 타며 기갑, 상륙장갑차, 포병, 공병 등 비보병의 경우 2박 3일 일정으로 예비교장만 돌다가 간다.
포항시 남구 장기면 소재 유격교육대만 해도 해병대교육훈련단 본부대대/ 상륙전교육대대/ 해병교육연대/ 동원지원단 소속 실무 해병들이나 해병대 군수단, 수원, 화성의 해병대사령부 본부대대/정통대대 등 기행부대, 그리고 제1해병사단 비보병 부대들이나 항공기 운용이 주류인 해병대 항공단은 2박3일만 하고 가고 보병 산악대대는 진짜 사나이 해병대 특집에 나왔듯이 풀코스를 다 타서 긴 하강이나 패스트로프, 각종 레펠, 30m 외줄타기 등을 실시하는데 특히 외줄은 도로가 아래 뚫려있고 아무 안전망이 없어 무섭다. 본교장의 경우 해군사관학교 1학년 생도들도 풀코스를 뛴다.
해군사관후보생들은 야전교육대의 장애물 및 목봉 한번, 해병대 전지훈련 가서 해병대 유격기초훈련 한번 총 두번을 뛴다. 타군 사관학교/ 장교후보생 과정처럼 남군과 여군을 동일하게 진행된다. 특히 해병대 유격교육대장은 수색대대 팀장 등을 역임한 경력 있는 대위이며 매우 강도 높은 훈련을 진행한다. 하지만 바쁜 일정으로 인해 일반적으로 예비 코스에서만 훈련을 진행한다.

### 대한민국 해병대
해병대의 경우 유격이라고도 하지만 산악훈련이라는 말을 더 좋아하고 많이 쓴다. 유격은 육군과 겹친다고 생각하는 듯. 여기에 의의는 헬리본을 통해 적진의 산악지대로 우회침투를 뜻하기도 한다.

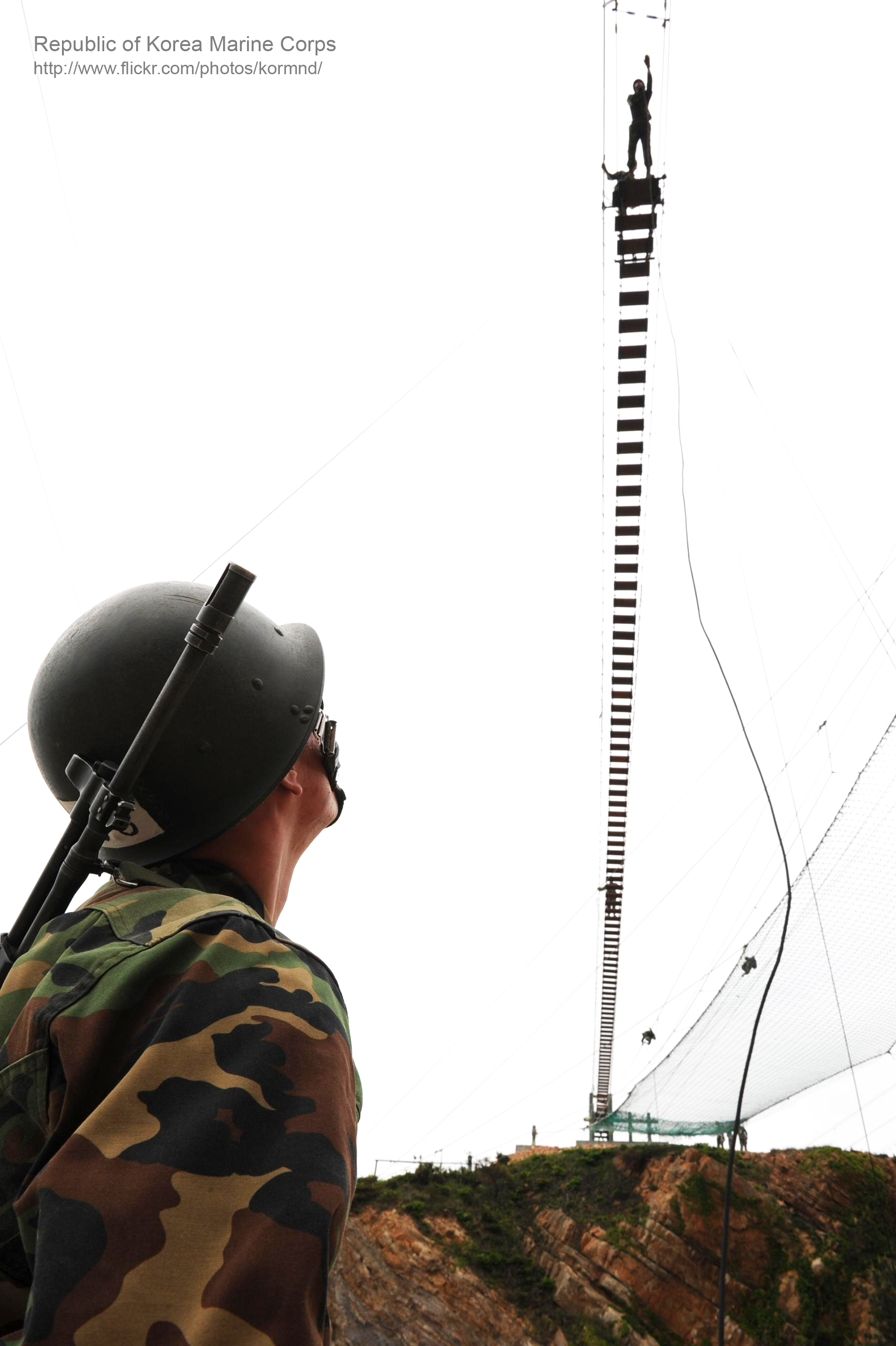
해병대 6여단 유격훈련

해병대 유격훈련은 사령부 직할 해병대 교육훈련단 상륙전교육대대 유격교육대의 교관훈련 및 각 부대 자체 유격교관 훈련과정과 유격대라 불리는 산악대대의 유격훈련이 전문화과정으로 편제되어 있다.해병대 제1사단 보병여단의 각 대대는 각 대대별로 하나의 분야를 가지고 전문화 된 교육을 실시하고 있는데 이중 유격대라 불리는 산악대대들은 육군 특전사의 산악극복훈련과정을 가져와 만든 종합유격과정(고등유격)을 이수하고 있다. 참고로 해병대의 유격 교관들은 대부분 육군 특전사의 산악전문교육이나 과거 특수전문유격교육(특전문)을 위탁교육으로 이수한 이들이다. 해안 경계 임무가 대부분인 내륙의 해병대 제2사단 및 도서부대 해병대 제6여단, 연평부대, 해병대 제9여단도 유격교육을 이수할 수 있지만 교육과정은 축소되어 있다.
해병대사령부 직할 해병대교육훈련단 상륙전교육대대 유격교육대는 구룡포 주둔 공군 군사경찰과 해군 진해기지사령부 소속으로 진해구와 부산광역시 강서구에 주둔하는 해병대 육상경비대대, 해병대 제9여단 해병대원들이 들어와 교육을 받는 경우가 있다. 대한민국 해병대사령부 본부대대 해병들도 포항까지 내려와 유격을 받기도 한다.
훈련을 마치면 수료를 증명하는 '패용증'과 전투복에 부착하는 '포제 휘장', 정복에 부착하는 '철제 휘장'이 수여된다. 이는 사령부 직할인 교육훈련단 유격교육대도 마찬가지라 상륙전 기초반/상륙전 초급반 때 해병화 교육으로 유격기초를 수료하면 패용증을 신임 소위/하사들에게 수여했는데 현재는 실시하지 않아서 장교는 보병 신임장교 지휘참모과정, 부사관은 보병초급반 때 유격을 다시 받으면 준다. 그리고 비보병 즉 기갑, 상륙장갑차, 포병, 공병, 해병통신 등이나 해병보급수송, 해병군사경찰 등 기행병과는 축약된 유격훈련만 하며 아예 본교장이 아닌 예비교장만 돌다 가기도 한다. 당연히 패용증은 못 받는다.

## 해외 유격 훈련

### 미국-Ranger School

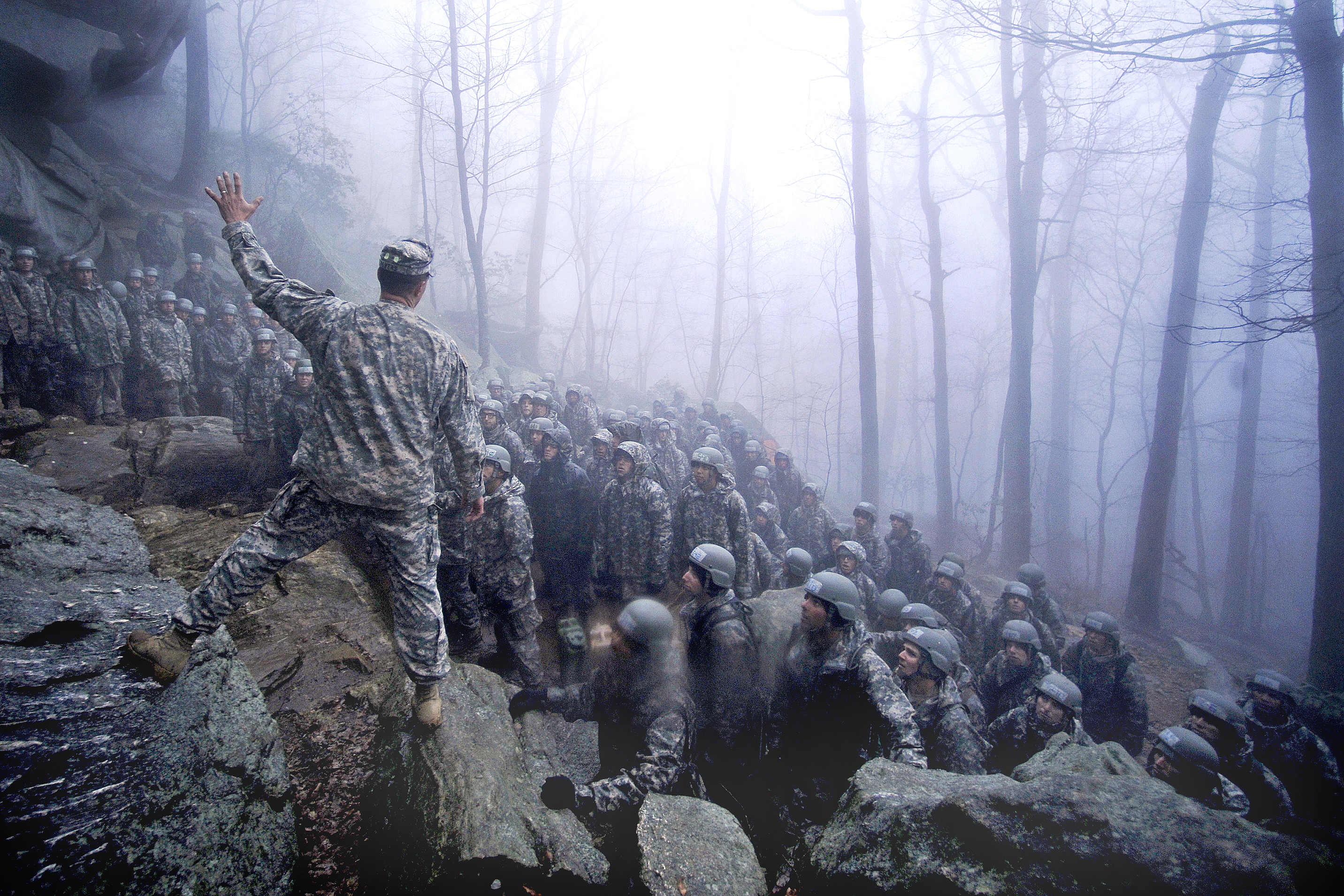
레인저 스쿨 Mountain 훈련

Ranger School은 1950년 9월 조지아 포트 베닝에서 레인저 훈련 사령부에 의해 17개 공수 중대의 편성과 훈련으로 시작되었다. 2개월 뒤 1950년 11월에 훈련을 수료한 제1 레인저 보병 중대가 탄생하였으며 1951년 15월 미국 육군 보병학교는 공식적으로 레인저 훈련 부서를 창설하였다. 
Ranger School은 기본적으로 미국 육군의 모든 MOS(Military Occupational Specialty)에 개방되어있다. 지원자들은 일병부터 대위까지 다양한 계급을 가지고 있으며 중위와 상병이 가장 큰 비율을 차지한다. 평균 연령은 23세이고 평균적으로 366명 정도의 훈련생들이 입교한다. 
Ranger School은 "아라곤 해방전선"이라는 시나리오를 기본으로 훈련을 진행한다. 이 시나리오는 적의 마약 및 테러를 막는 것이다. 이를 위해 훈련생들은 산, 늪, 해안에서 훈련을 진행한다. 이 과정에서 훈련생들은 전투의 심리적, 정신적 스트레스와 육체적 스트레스를 견디며 전투를 지휘하는 법을 배우게 된다. 훈련생들은 훈련 기간 동안 개인당 21~41kg의 무기, 장비 탄약 등을 가지고 훈련에 참여하며 하루에 2,200칼로리(9,200kJ) 이하의 식사를 하게 되고 매일 20시간의 훈련을 받는다. 이때 순찰 계획 및 실행, 정찰, 매복, 목표물 타격, 그리고 새로운 기지로 기동 등을 한다. 

#### Benning phase

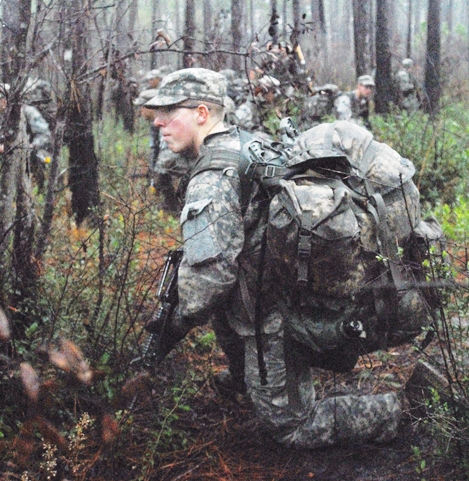
한 훈련생이 전방 경계를 실시하고 있다.

해당 단계은 제4 레인저 훈련대대가 진행하는 훈련이다. 이 단계는 군인의 체력, 정신적 강인함, 리더십 능력을 평가하고 이후 이어질 훈련들에 필요한 전술적 기초를 확립시켜준다. 이 단계를 통해 훈련생들은 분대 차원의 작전 계획 수립의 기초를 배운다. 이후 Camp Darby로 이동하여 분대 단위 작전의 지시와 실행에 대해 배우는데 여기에는 지휘 절차, 순찰, 야전 기동, 매복 및 정찰에 초점을 맞춘 기본적인 전투 훈련을 받는다. 이 과정 중 훈련생들은 악명 높은 "Darby Queen"장애물 코스에 참여하게 된다. 이를 통해 훈련생들은 전술적, 기술적 숙련도와 자신감을 언도, 다음 단계인 Mountain phase로 넘어갈 준비를 하게 된다.

#### Mountain phase

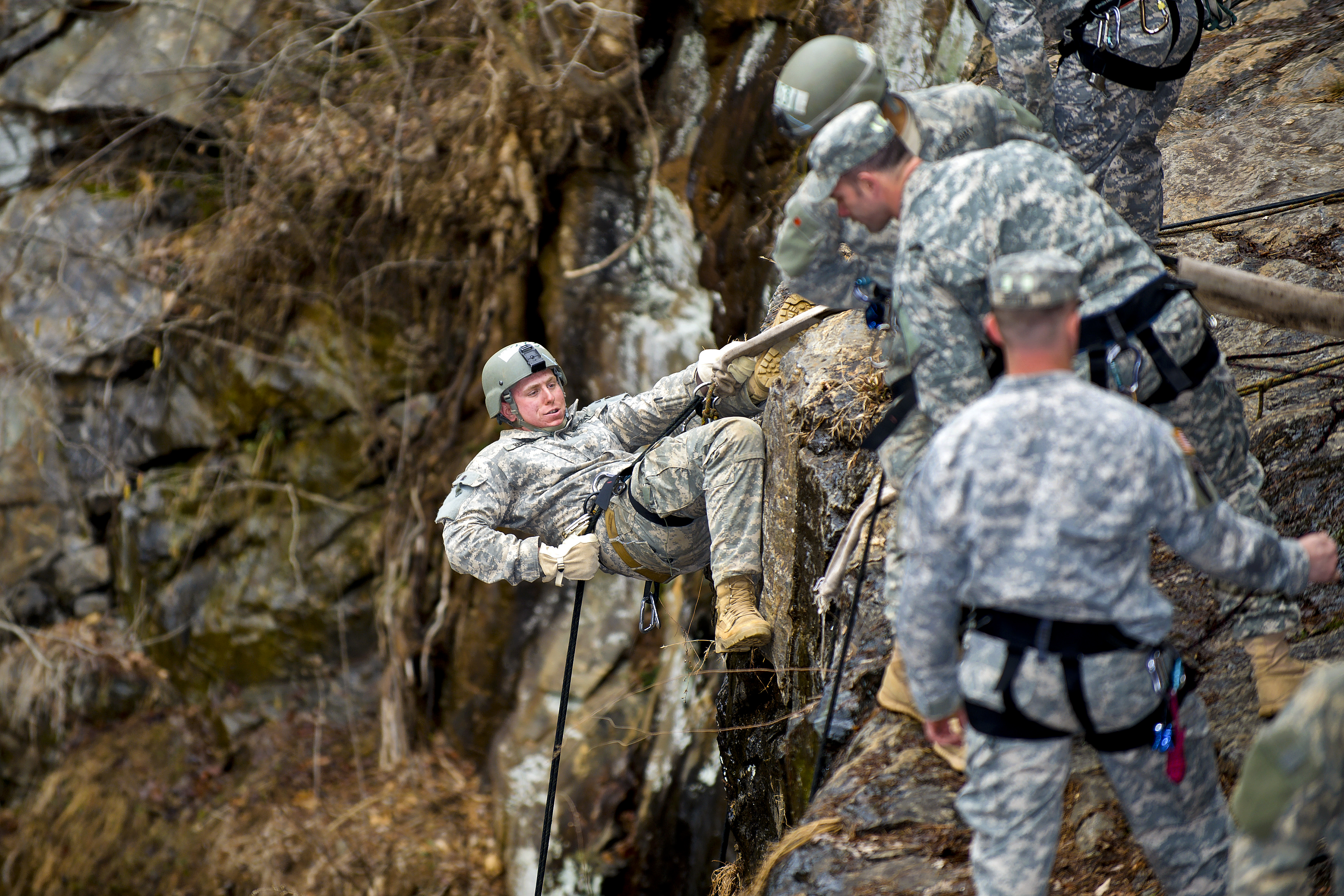
훈련생이 레펠 훈련을 받고있다.

해당 단계는 조지아주 달로네가 근처에 위치한 Camp Merrill에서 제5레인저 훈련 대대에 의해 진행된다. 이 과정에서는 훈련생들이 산악 환경에서의 지속적인 전투 및 순찰 작전을 위해 소대를 지휘하는 방법과 등반, 산악 기동에 대해 배운다. 또한 훈련기간동안 험준한 지형과 혹독한 날씨, 배고픔, 정신적, 육체적 피로로 인해 심한 심리적 스트레스를 받게 되는데 이것은 훈련생들의 한계를 측정할 수 있게 해준다. 군사 등산 훈련, 산악 기동, 차량 매복, 통신 및 박격포 공격, 강 도하, 등반 등을 통해 목표 지점까지 기동하고 나면 버스를 타고 인근 비행장으로 이동한다. 이후 공수작전을 펼쳐 Swamp phase에 들어가게 된다.

#### Swamp phase

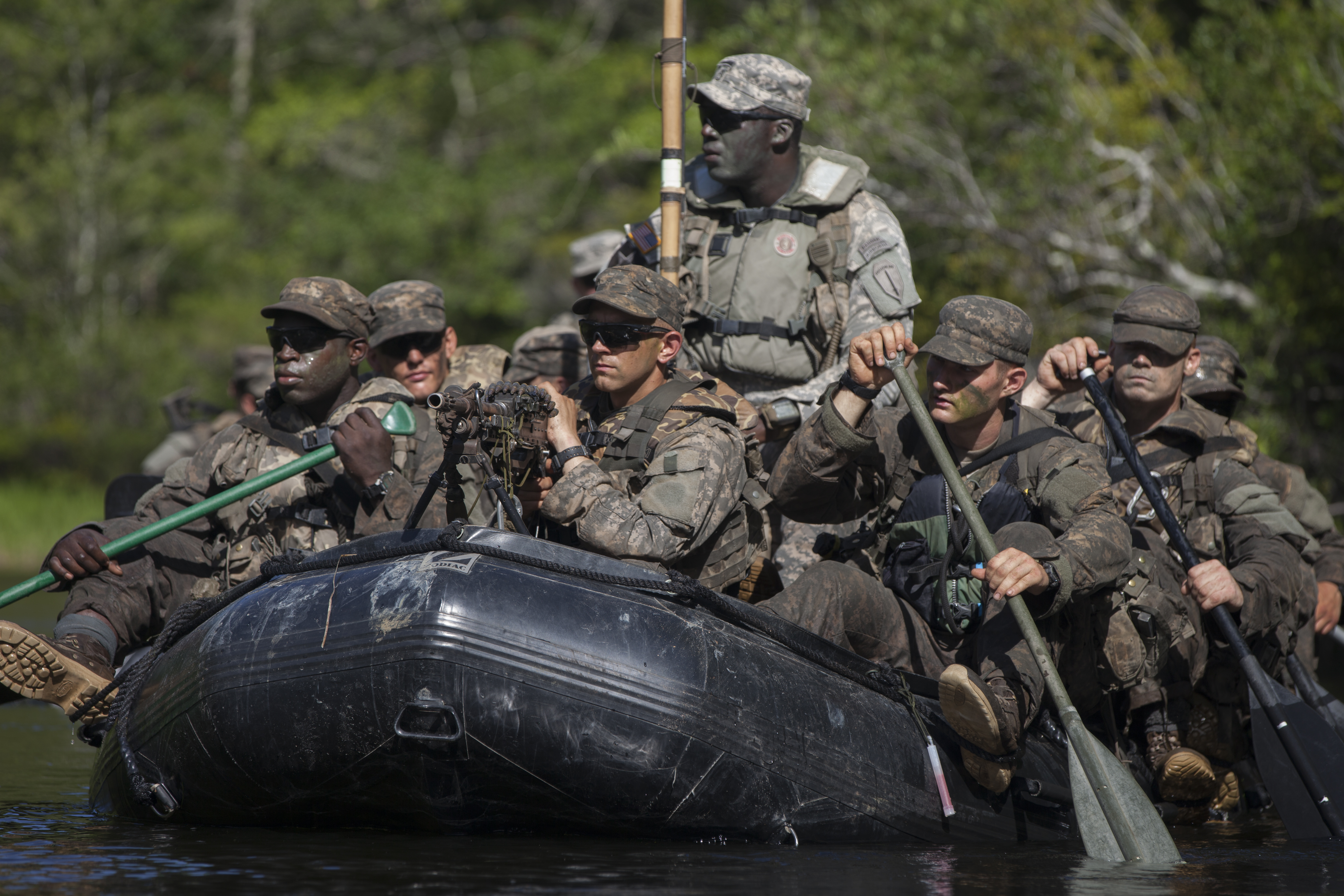
훈련생들이 소형 보트 조작 훈련을 받고 있다.

해당 단계는 Camp James E. Rubber에서 제6레인저 훈련 대대에 의해 진행된다. 이 단계에서 훈련생들은 전투 무기 조작 기술에 대해 초점을 맞춘 훈련을 받는다. 훈련생들은 수중 작전, 보트 조종, 개울 도하에 대한 교육을 받으며 해안 습지 환경에서 수행되는 소대 단위의 극심한 정신적 및 육체적 스트레스 상황 속에서 훈련생들은 자신의 능력을 평가받는다. 이 과정을 통해 훈련생들은 잘 훈련된 적과의 전투 상황에서 공수, 공중 강습, 소형 보트를 통한 순찰 및 공격 능력을 향상시킨다.
이 단계에서는 전술 뿐만이 아니라 소형 보트 조작, 개울 건너기 기술, 파충류 다루는 방법과 독사가 아닌 뱀을 구분하는 기술을 배워 열대 우림/습지 환경에서 생존하는 기술 또한 배운다. 
최종적으로 10일동안의 작전을 진행하게 되는데 이 때 훈련대대는 훈련생들이 지정된 임무 완수를 위해 기습, 매복, 기동 및 도시 공격하는 동안 소부대 전술과 기술을 활용하는 능력을 평가한다. 이 작전은 '아트로피안 해방전선의 섬 요새 습격'으로, 훈련생들은 모의 카르텔의 최종 전력점을 무너뜨리기 위해 별도의 임무를 수행하게 된다.
해당 단계를 통과하여 수료 요건을 갖춘 훈련생들은 포트 베닝으로 돌아가기 전 며칠동안 자신의 무기와 장비들을 청소하고 정비한다. 그동안 그들은 전화 사용, 외부 음식 취식, 텔레비젼 시청이 가능한 문화 센터에 출입을 허가받는다.

### 프랑스-parcours du combattant
해당 과정은 프랑스군 훈련의 한 종류이며 짧은 도보 경주 구간이다. 이 구간에는 전투원으로서 전투 상황시 극복해야할 장애물들이 포함되어 있다. 이러한 장애물들은 기어오르거나, 밑으로 통과하고 뛰어내려야 극복이 가능하다.
이 훈련은 제 1차 세계대전 말, Joinville 훈련소에서 실시되는 전투원 훈련의 개편으로 인해 탄생했다, Gourand 장군은 더 뛰어나고 더 많은 능력을 갖춘 전투원들을 원했고 조르주 헤베르( Georges Hébert)에게 부탁하여 해당 과정을 만들었다. 조르주 헤베르( Georges Hébert)는 훈련 방법을 철저한 검토를 통해 수정했으며 훈련 방법 뿐만 아니라 전투원들의 신체적 활용도를 향상시킬 수 있는 특별한 장애물 코스를 만들었다.
이 과정은 전투원들의 신체적 능력 향상 외에도 전투원, 특히 보병들이 전투 수행 중 직면할 수 있는 상황들에 대해 친숙해지게 만들어 실제 상황에서 심리적 부담감을 덜어준다. 뿐만 아니라 일반적으로 팀 단위로 진행되기 때문에 전투원들 사이의 결속력을 강화시킨다는 특징을 갖고있다.

### 영국-Commando Training
왕립 해병대 코만도 훈련 센터(CTCRM)는 1940년 왕립 해병대 엑손 기지로 설립되었으며 제 2차 세계 대전 이후 왕립 해병대 립프스톤 기지로 개칭되었다. 이후 1960년 2월에 비클레이 지역의 코만도 훈련 센터가 이곳으로 옮겨졌으며 1972년 왕립 해병대 코만도 훈련 센터(CTCRM)이라고 개칭되었다.
해당 과정에 지원하기를 원하는 장교가 아닌 지원자들은 ROP(Recruit Orientation Phase)라고 불리는 4주간의 훈련 과정을 CTCRM에서의 32주간의 훈련을 받기 이전에 통과해야 하며 학업, 의학, 면접 평가를 받아야 한다. 이후 지행되는 32주간의 훈련은 CTCRM, Dartmoor, Woodbury Common, Devon 지역에서 진행되며 해당 과정을 수료한 수료자에게는 코만도의 상징인 녹색 베레모가 수여된다.
해당 과정에 지원하는 장교들은 Potential Officers Course (POC)를 반드시 통과해야 한다. 이 훈련은 4일간 진행되는데, 신체적인, 학문적인 능력을 요구하며 PRMC와 매우 유사하다는 특징을 가지고 있다. 이 과정을 통과하고
해군사관학교(AIB)에서 우수한 성적을 거둔 생도에게는 Young Officer Training coures에 참가할 자격이 주어진다. 이 과정은 최소 15개월 동안 진행되며 그 중 34주는 림프스톤에서, 나머지 34주는 브리타니아 왕립 해군 대학과 스코틀랜드 서부 해안에서 보낸다. 